# Campionati europei di judo
I Campionati europei di judo  sono una competizione sportiva annuale organizzata dalla European Judo Union. La prima edizione, riservata solo agli uomini, si è svolta nel 1951 a Parigi. Dal 1974 gareggiano anche le donne ma in una sede diversa. A partire dal 1987 i campionati maschili e femminili si svolgono nella stessa sede.

## Edizioni
| Anno | Città                                    | Nazione                  |
| ---- | ---------------------------------------- | ------------------------ |
| 1951 | Parigi                                   | Francia                  |
| 1952 | Parigi                                   | Francia                  |
| 1954 | Bruxelles                                | Belgio                   |
| 1955 | Parigi                                   | Francia                  |
| 1957 | Rotterdam                                | Paesi Bassi              |
| 1958 | Barcellona                               | Spagna                   |
| 1959 | Vienna                                   | Austria                  |
| 1960 | Amsterdam                                | Paesi Bassi              |
| 1961 | Milano                                   | Italia                   |
| 1962 | Essen                                    | Germania Ovest           |
| 1963 | Ginevra                                  | Svizzera                 |
| 1964 | Berlino Ovest                            | Germania Ovest           |
| 1965 | Madrid                                   | Spagna                   |
| 1966 | Lussemburgo                              | Lussemburgo              |
| 1967 | Roma                                     | Italia                   |
| 1968 | Losanna                                  | Svizzera                 |
| 1969 | Ostenda                                  | Belgio                   |
| 1970 | Berlino Est                              | Germania Est             |
| 1971 | Göteborg                                 | Svezia                   |
| 1972 | Voorburg                                 | Paesi Bassi              |
| 1973 | Madrid                                   | Spagna                   |
| 1974 | Londra (uomini) Genova (donne)           | Regno Unito Italia       |
| 1975 | Lione (uomini) Monaco di Baviera (donne) | Francia Germania Ovest   |
| 1976 | Kiev (uomini) Vienna (donne)             | Unione Sovietica Austria |
| 1977 | Ludwigshafen (uomini) Arlon (donne)      | Germania Ovest Belgio    |
| 1978 | Helsinki (uomini) Colonia (donne)        | Finlandia Germania Ovest |
| 1979 | Bruxelles (uomini) Kerkrade (donne)      | Belgio Paesi Bassi       |
| 1980 | Vienna (uomini) Udine (donne)            | Austria Italia           |
| 1981 | Debrecen (uomini) Madrid (donne)         | Ungheria Spagna          |
| 1982 | Rostock (uomini) Oslo (donne)            | Germania Est Norvegia    |
| 1983 | Parigi (uomini) Genova (donne)           | Francia Italia           |
| 1984 | Liegi (uomini) Pirmasens (donne)         | Belgio Germania Ovest    |
| 1985 | Hamar (uomini) Landskrona (donne)        | Norvegia Svezia          |
| 1986 | Belgrado (uomini) Londra (donne)         | Jugoslavia Regno Unito   |
| 1987 | Parigi                                   | Francia                  |
| 1988 | Pamplona                                 | Spagna                   |
| 1989 | Helsinki                                 | Finlandia                |
| 1990 | Francoforte                              | Germania                 |
| 1991 | Praga                                    | Cecoslovacchia           |
| 1992 | Parigi                                   | Francia                  |
| 1993 | Atene                                    | Grecia                   |
| 1994 | Danzica                                  | Polonia                  |
| 1995 | Birmingham                               | Regno Unito              |
| 1996 | L'Aia                                    | Paesi Bassi              |
| 1997 | Ostenda                                  | Belgio                   |
| 1998 | Oviedo                                   | Spagna                   |
| 1999 | Bratislava                               | Slovacchia               |
| 2000 | Breslavia                                | Polonia                  |
| 2001 | Parigi                                   | Francia                  |
| 2002 | Maribor                                  | Slovenia                 |
| 2003 | Düsseldorf                               | Germania                 |
| 2004 | Bucarest                                 | Romania                  |
| 2005 | Rotterdam                                | Paesi Bassi              |
| 2006 | Tampere                                  | Finlandia                |
| 2007 | Belgrado                                 | Serbia                   |
| 2008 | Lisbona                                  | Portogallo               |
| 2000 | Tbilisi                                  | Georgia                  |
| 2010 | Vienna                                   | Austria                  |
| 2011 | Istanbul                                 | Turchia                  |
| 2012 | Čeljabinsk                               | Russia                   |
| 2013 | Budapest                                 | Ungheria                 |
| 2014 | Montpellier                              | Francia                  |
| 2015 | Baku                                     | Azerbaigian              |
| 2016 | Kazan'                                   | Russia                   |
| 2017 | Varsavia                                 | Polonia                  |
| 2018 | Tel Aviv                                 | Israele                  |
| 2019 | Minsk                                    | Bielorussia              |
| 2020 | Praga                                    | Rep. Ceca                |
| 2021 | Lisbona                                  | Portogallo               |
| 2022 | Sofia                                    | Bulgaria                 |
| 2023 | Montpellier                              | Francia                  |
| 2024 | Zagabria                                 | Croazia                  |
| 2025 | Podgorica                                | Montenegro               |

## Medagliere complessivo
Aggiornato al 2022
| Posizione | Paese                             | Oro | Argento | Bronzo | Totale |
| --------- | --------------------------------- | --- | ------- | ------ | ------ |
| 1         | Francia                           | 239 | 165     | 247    | 651    |
| 2         | Paesi Bassi                       | 105 | 85      | 160    | 350    |
| 3         | Germania                          | 94  | 112     | 275    | 481    |
| 4         | Unione Sovietica                  | 91  | 61      | 70     | 222    |
| 5         | Russia                            | 69  | 65      | 94     | 228    |
| 6         | Regno Unito                       | 55  | 75      | 130    | 260    |
| 7         | Belgio                            | 48  | 40      | 99     | 178    |
| 8         | Georgia                           | 39  | 33      | 53     | 125    |
| 9         | Italia                            | 28  | 56      | 97     | 181    |
| 10        | Spagna                            | 27  | 36      | 75     | 138    |
| 11        | Austria                           | 26  | 36      | 75     | 137    |
| 12        | Polonia                           | 21  | 34      | 81     | 136    |
| 13        | Ungheria                          | 19  | 30      | 56     | 105    |
| 14        | Romania                           | 19  | 14      | 33     | 66     |
| 15        | Ucraina                           | 16  | 10      | 35     | 61     |
| 16        | Azerbaigian                       | 13  | 16      | 25     | 54     |
| 17        | Portogallo                        | 11  | 9       | 20     | 40     |
| 18        | Turchia                           | 11  | 4       | 30     | 45     |
| 19        | Slovenia                          | 10  | 10      | 31     | 51     |
| 20        | Israele                           | 10  | 10      | 26     | 46     |
| 21        | Kosovo                            | 8   | 3       | 11     | 22     |
| 22        | Bielorussia                       | 7   | 10      | 28     | 45     |
| 23        | Svizzera                          | 5   | 8       | 23     | 36     |
| 24        | Finlandia                         | 3   | 5       | 6      | 14     |
| 25        | Estonia                           | 3   | 4       | 12     | 19     |
| 26        | Cecoslovacchia                    | 2   | 9       | 25     | 36     |
| 27        | Svezia                            | 2   | 6       | 21     | 29     |
| 28        | Armenia                           | 2   | 3       | 4      | 9      |
| 29        | Grecia                            | 2   | 2       | 7      | 11     |
| 30        | Comunità degli Stati Indipendenti | 2   | 2       | 5      | 9      |
| 31        | Albania                           | 2   | 2       | 3      | 7      |
| 32        | Rep. Ceca                         | 2   | 1       | 5      | 8      |
| 33        | Bulgaria                          | 1   | 10      | 19     | 20     |
| 34        | Jugoslavia                        | 1   | 6       | 19     | 26     |
| 35        | Serbia                            | 1   | 5       | 2      | 8      |
| 36        | Moldavia                          | 1   | 4       | 6      | 11     |
| 37        | Bosnia ed Erzegovina              | 1   | 3       | 2      | 6      |
| 38        | Inghilterra                       | 1   | 0       | 0      | 1      |
| 39        | Lettonia                          | 0   | 3       | 7      | 10     |
| 40        | Slovacchia                        | 0   | 3       | 3      | 6      |
| 41        | Mongolia                          | 0   | 2       | 0      | 2      |
| 42        | Danimarca                         | 0   | 1       | 9      | 10     |
| 43        | Lituania                          | 0   | 1       | 5      | 6      |
| 44        | Croazia                           | 0   | 1       | 8      | 9      |
| 45        | Cipro                             | 0   | 0       | 3      | 3      |
| 46        | Irlanda                           | 0   | 0       | 1      | 1      |
| 47        | Brasile                           | 0   | 0       | 1      | 1      |